# Plaine & Easie Code
Der Plaine & Easie Code ist ein Bibliotheksstandard zur elektronischen Musiknotation. Er ermöglicht die Abbildung genau eines Notensystems in moderner oder Mensuralnotation und wird dazu verwendet, die ersten Takte einer Notenschrift in ASCII-Zeichen zu beschreiben, um diese elektronisch zu katalogisieren.

## Konvertierbarkeit
Das Notensatzprogramm Verovio bietet die Möglichkeit Plaine & Easie Code zu rendern sowie nach MEI oder MIDI zu konvertieren.
Zudem existieren Ansätze zur Konvertierung von Plaine & Easie Code in das mächtigere MusiXTeX.